# Guineu teumèssia
La Guineu teumèssia (en grec antic, Τευμησσία ἀλώπηξ Teumēssía alṓpēx) va ser, segons la mitologia grega, una criatura fantàstica relacionada amb el Cicle tebà. Els autors més antics no parlen de la seva genealogia, però se la fa filla de Tifó i de Gea.
Amfitrió, desterrat de Micenes per Estènel per haver matat el seu sogre accidentalment, va anar a purificar-se a la cort de Creont, rei de Tebes. Va demanar-li també ajuda per lluitar contra els tafis, que havien mort els germans d'Alcmena, la seva dona. Creont, després de purificar-lo, va dir que l'ajudaria si matava la Guineu teumèssia, que atacava els tebans. Mentre la guineu atacava els territoris vora Tebes, els tebans li oferien el fill d'un dels ciutadans cada mes, atès que, si no ho feien així la fera, s'hauria apoderat de molta gent. Els motius de l'atac no són clars, però sembla que l'havia enviat Dionís. Amfitrió va buscar la manera de matar-la, però aquesta guineu estava destinada a no ser caçada mai, ningú la podia atrapar. Amfitrió llavors va anar a Atenes, a la cort de Cèfal i, a canvi d'una part del botí dels tafis, li va demanar el gos Lèlaps, que sempre agafava les seves preses. Aquest gos l'havia portat de Creta, Procris, la dona de Cèfal, que l'havia rebut del rei Minos. Però quan el gos que no deixava mai d'atrapar una presa va perseguir la guineu que no podia ser atrapada es va presentar una paradoxa que Zeus va resoldre convertint-los a tots dos en pedra.